# Mistrzostwa Polski Strongman 1999
Mistrzostwa Polski Strongman 1999 – doroczne, indywidualne zawody polskich siłaczy.
Data: 20 lutego 1999 r.

Miejsce: Gdańsk  Polska
Wyniki zawodów:
| Miejsce | Zawodnik             | Punkty |
| ------- | -------------------- | ------ |
| 1.      | Lubomir Libacki      | 76     |
| 2.      | Piotr Jarmolik       | 72     |
| 3.      | Robert Grygorcewicz  | 65     |
| 4.      | Mirosław Wójcikowski | 65     |
| 5.      | Tomasz Wszęnderowski | 59     |
| 6.      | Arkadiusz Makurat    | 59     |
| 7.      | Grzegorz Peksa       | 49     |
| 8.      | Mariusz Bartosik     | 49     |
| 9.      | Józef Sokołowski     | 48     |